# Elecciones regionales de Friuli-Venecia Julia de 2023
Las elecciones regionales de Friuli-Venecia Julia de 2023 tuvieron lugar el 2 y 3 de abril de 2023 para elegir al Presidente y al Consejo Regional de la región autónoma italiana de Friuli-Venecia Julia.
Massimiliano Fedriga, apoyado por la coalición de centroderecha, fue reelegido presidente obteniendo más del 64% de los votos, superando a Massimo Moretuzzo, el candidato de centroizquierda, por más de 175.000 votos. Por primera vez desde el establecimiento de la elección directa del Presidente de la Región, el presidente saliente fue reelecto en las urnas.
Entre las listas, el partido más votado fue Lega, con el 19,03% de los votos, por delante de Hermanos de Italia, con el 18,11%, y Lista Fedriga Presidente, que obtuvo el 17,76%. Entre los grupos de listas, el centroderecha obtuvo el 63,53% de los votos, por delante del centroizquierda (29,75%).
Para la elección de Presidente y Consejo Regional estaban habilitados para votar 1.109.395 personas, divididas en 1.360 secciones electorales. Acudieron a votar 502.077 electores, lo que equivale al 45,27%.
Simultáneamente a las elecciones para la renovación del consejo regional, se celebraron también las elecciones para alcaldes y concejales municipales de 24 municipios, incluidos Udine y Sacile, los únicos con más de 15.000 habitantes.

## Ley electoral

### Sistema electoral

#### Consejeros a elegir
El estatuto especial, modificado por la Ley Constitucional del 7 de febrero de 2013, n. 1 (Modificación del artículo 13 del Estatuto especial de la región de Friuli-Venecia Julia, contemplado en la ley constitucional del 31 de enero de 1963, n.1), establece que el número de consejeros regionales se "determina sobre la base de uno por cada 25.000 habitantes o fracciones de más de 10.000, según los datos obtenidos de la última encuesta oficial del Istat". 
El Istituto Nazionale di Statistica, confirmó que el último dato oficial disponible es de 1.194.647 habitantes. El nuevo consejo regional estará integrado por 48 consejeros, uno menos que el Consejo elegido en 2018, de los cuales 46 elegidos en los cinco distritos electorales en que se divide el territorio regional, a los que se suman el candidato electo presidente de la Región y el candidato presidente que haya obtenido un número inmediatamente inferior de votos válidos.

#### Prima de gobernabilidad
Las principales disposiciones legislativas aplicables a las elecciones del Presidente de la Región y del Consejo Regional están contenidas en las leyes regionales del 18 de junio de 2007, n. 17 (Determinación de la forma de gobierno de la Región Friuli-Venecia Julia y del sistema electoral regional, de conformidad con el artículo 12 del Estatuto de autonomía) y 18 de diciembre de 2007, n. 28 (Disciplina del procedimiento para la elección del Presidente de la Región y del Consejo Regional). La disciplina en los casos de incumplimiento de los cargos de Presidente de la Región y Consejero Regional está contenida en el Decreto Legislativo n. 235, de 31 de diciembre de 2012 (Texto referido de las disposiciones en materia de incumplimiento y prohibición de ejercer cargos electivos y gubernamentales resultantes de sentencias firmes por delitos no culposos, de conformidad con el artículo 1, inciso 63, de la ley de 6 de noviembre de 2012, n.º 190.).
Según la ley electoral, es elegido Presidente el candidato que haya obtenido el mayor número de votos válidos. En cuanto a la asignación de escaños a las listas individuales, se admiten a reparto si se encuentran en las tres condiciones siguientes:
- haber obtenido al menos el 4% de los votos a nivel regional;
- haber obtenido al menos el 1,5% a nivel regional y formar parte de una coalición que haya obtenido al menos el 15%;
- haber obtenido en una circunscripción al menos el 20% de los votos.

La Oficina Central Regional debe comprobar si la distribución proporcional de escaños cumple las dos condiciones siguientes:
- el grupo de listas o la coalición de grupos de listas vinculadas al candidato electo Presidente ha obtenido un número de escaños que, considerando también el escaño ya asignado al candidato electo Presidente, corresponde al 60% de los escaños del Consejo, en el caso de que el presidente haya sido elegido con más del 45% de los votos o por lo menos con el 55% de los escaños, si el presidente ha sido elegido con un porcentaje de votos igual o inferior al 45%;
- el grupo o grupos de listas no vinculados al candidato electo Presidente han obtenido un número total de escaños que, considerando también el escaño ya asignado al primer candidato a Presidente no electo, corresponde al 40% de los escaños del Consejo.

En el caso de que el grupo de listas o la coalición de grupos de listas vinculadas candidato electo Presidente haya obtenido un número de escaños inferior al 60% o al 55%, se activa la "prima mayoritaria" lo que implica una asignación de escaños a los grupos de listas mayor que el porcentaje de escaños prescrito y la asignación de los escaños restantes a los demás grupos de listas.
En caso de que de la verificación se desprenda que el grupo o grupos de listas no afines al candidato electo Presidente hayan obtenido un número de escaños inferior al 40%, se activa la "garantía de las minorías", que conlleva la atribución a los grupos de listas de minoría del 40% de los escaños y la asignación de los escaños restantes a los demás grupos de listas.

#### Escaño para la minoría eslovena
En caso de que un grupo de listas representativas de la minoría eslovena no haya obtenido al menos un escaño como resultado de las operaciones de asignación de escaños, las operaciones deberán repetirse, siempre que el grupo de listas:
- haya declarado, con motivo de la presentación de las candidaturas, la vinculación con otro grupo de listas de la misma coalición;
- haya obtenido una cifra electoral regional no inferior al 1% de los votos válidos.

Al repetir las operaciones de asignación de escaños, la Oficina Central Regional suma los números electorales del grupo de listas que expresan la minoría eslovena y del grupo de listas con la misma vinculada, considerando los dos grupos como un solo grupo. Uno de los escaños así obtenidos por el conjunto constituido por los dos grupos se atribuye al grupo representativo de la minoría eslovena.

#### Distribución de escaños
Las circunscripciones en los que se divide el distrito regional son Udine, Trieste, Pordenone, Gorizia y Tolmezzo.
| Circunscripción | Habitantes | Escaños |
| --------------- | ---------- | ------- |
| Trieste         | 232.601    | 9       |
| Gorizia         | 140.143    | 5       |
| Udine           | 456.186    | 17      |
| Tolmezzo        | 80.550     | 3       |
| Pordenone       | 310.811    | 12      |
| Total           | 1.220.291  | 46      |

A estos hay que sumar dos escaños: uno atribuido al candidato que resulte electo como Presidente de la Región, y otro al segundo por el número de votos.

### Modalidad de voto
La ley prevé tres posibles formas de expresar el voto:
- Elección del candidato presidencial solamente. Se hace una marca en el nombre del candidato presidencial o en el símbolo asociado con el nombre. En este caso, el voto no se extiende a las listas enlazadas, aunque haya una sola lista;
- Elección del candidato a presidente y una lista. Se hace una marca en el nombre del candidato a presidente o en el símbolo asociado al nombre y una marca en el símbolo de la lista. En el caso de que sólo se dibuje un signo sobre el símbolo de la lista, el voto se extiende también al candidato presidente vinculado a la misma. También es posible realizar el voto por separado dibujando un signo sobre el nombre de un candidato a presidente o sobre el símbolo asociado al nombre y un signo sobre el símbolo de una lista no relacionada con él;
- Elección de candidato a presidente, de lista y de candidato a consejero. Se hace una marca sobre el nombre del candidato a presidente o sobre el símbolo asociado al nombre, se hace una marca sobre el símbolo de la lista y se escribe el apellido del candidato a consejero junto al símbolo de la lista. El candidato a consejero debe formar parte de la lista. Si sólo se escribe el apellido del candidato a consejero, el voto se extiende tanto a la lista como al candidato a presidente vinculado a ella.

La votación tuvo lugar el domingo de 07:00 a 23:00.
El color de la papeleta para las elecciones autonómicas es azul claro - pantone 278U.

## Antecedentes

### Elección de la fecha
La elección de la fecha se realizó mediante decreto del Presidente de la Región, emitido el 31 de enero de 2023.

### Presentación de las candidaturas
El depósito debía efectuarse entre las 8.00 y las 20.00 horas del trigésimo sexto día (25 de febrero) y entre las 8.00 y las 12.00 horas del trigésimo quinto día (26 de febrero) anterior a la fecha de la elección.

## Composición de las coaliciones y candidaturas

### Coalición de centroizquierda y M5S
El Partido Democrático y el Movimiento 5 Estrellas confiaron en la candidatura del consejero regional y ex alcalde de Mereto di Tomba Massimo Moretuzzo, secretario del partido regional Pacto por la Autonomía. La candidatura también cuenta con el apoyo de otros movimientos de centroizquierda como Alianza Verdes e Izquierda, Unión Eslovena y Open Sinistra FVG, que inicialmente habían propuesto la candidatura de Furio Honsell. El Partido Animalista-FVG, que no logró reunir el número de firmas necesarias para presentar las listas, apoyó externamente al candidato de centroizquierda.

### Tercer polo
Acción - Italia Viva y Más Europa decidieron presentarse de forma independiente apoyando a Alessandro Maran, ex secretario de la sección Goricia del Partido Democrático de la Izquierda, diputado del Olivo, del Partido Democrático y de Elección Cívica.

### Coalición de centroderecha
El presidente saliente, Massimiliano Fedriga de la Liga, ya comunicó en mayo de 2022 su intención de presentarse nuevamente al cargo de presidente de la Región, siempre al frente de la coalición de centroderecha.

### Lista Juntos Libres
Varios partidos, movimientos y asociaciones de diversos orígenes que se han opuesto a la gestión de la pandemia de COVID-19 apoyan unidos a la candidata presidencial Giorgia Tripoli.

## Partidos y candidatos
| Partido político o alianza | Partido político o alianza                | Listas constituyentes                        | Listas constituyentes                     | Resultados previos | Resultados previos | Candidato            | Candidato |
| Partido político o alianza | Partido político o alianza                | Listas constituyentes                        | Listas constituyentes                     | Votos (%)          | Escaños            | Candidato            | Candidato |
| -------------------------- | ----------------------------------------- | -------------------------------------------- | ----------------------------------------- | ------------------ | ------------------ | -------------------- | --------- |
|                            | Coalición de centroderecha                |                                              | Lega Friuli-Venezia Giulia                | 34,91              | 17                 | Massimiliano Fedriga |           |
|                            | Coalición de centroderecha                | Forza Italia                                 | 12,06                                     | 5                  |                    | Massimiliano Fedriga |           |
|                            | Coalición de centroderecha                | Fedriga Presidente (incl. PFVG)              | 6,29                                      | 3                  |                    | Massimiliano Fedriga |           |
|                            | Coalición de centroderecha                | Hermanos de Italia                           | 5,49                                      | 2                  |                    | Massimiliano Fedriga |           |
|                            | Coalición de centroderecha                | Autonomía Responsable (incl. Trieste Libera) | 3,97                                      | 1                  |                    | Massimiliano Fedriga |           |
|                            | Coalición de centroizquierda              |                                              | Partido Democrático                       | 18,11              | 10                 | Massimo Moretuzzo    |           |
|                            | Coalición de centroizquierda              | Movimiento 5 Estrellas                       | 7,06                                      | 4                  |                    | Massimo Moretuzzo    |           |
|                            | Coalición de centroizquierda              | Pacto por la Autonomía                       | 4,09                                      | 2                  |                    | Massimo Moretuzzo    |           |
|                            | Coalición de centroizquierda              | Open Sinistra FVG                            | 2,78                                      | 1                  |                    | Massimo Moretuzzo    |           |
|                            | Coalición de centroizquierda              | Unión Eslovena                               | 1,16                                      | 1                  |                    | Massimo Moretuzzo    |           |
|                            | Coalición de centroizquierda              | Alianza Verdes e Izquierda                   | —                                         | —                  |                    | Massimo Moretuzzo    |           |
|                            | Acción - Italia Viva – Más Europa         | Acción - Italia Viva – Más Europa            | Acción - Italia Viva – Más Europa         | —                  | —                  | Alessandro Maran     |           |
|                            | Juntos Libres (Incl. Italexit, M3V y PdF) | Juntos Libres (Incl. Italexit, M3V y PdF)    | Juntos Libres (Incl. Italexit, M3V y PdF) | —                  | —                  | Giorgia Tripoli      |           |

## Resultados

Partido más votado por comune

|                                        |                                    |           |        |         |                            |                                   |         |        |         |
| Candidatos                             | Candidatos                         | Votos     | %      | Escaños | Partidos                   | Partidos                          | Votos   | %      | Escaños |
|                                        | Massimiliano Fedriga               | 314.824   | 64,24  | 1       |                            | Lega Friuli-Venezia Giulia        | 75.117  | 19,02  | 9       |
|                                        | Massimiliano Fedriga               | 314.824   | 64,24  | 1       | Hermanos de Italia         | 71.503                            | 18,10   | 8      |         |
|                                        | Massimiliano Fedriga               | 314.824   | 64,24  | 1       | Fedriga Presidente         | 70.192                            | 17,77   | 8      |         |
|                                        | Massimiliano Fedriga               | 314.824   | 64,24  | 1       | Forza Italia               | 26.329                            | 6,67    | 3      |         |
|                                        | Massimiliano Fedriga               | 314.824   | 64,24  | 1       | Autonomía Responsable      | 7.762                             | 1,97    | –      |         |
| Total                                  | Total                              | 314.824   | 64,24  | 1       | 250.903                    | 63,53                             | 28      |        |         |
|                                        | Massimo Moretuzzo                  | 139.018   | 28,37  | 1       |                            | Partido Democrático               | 65.143  | 16,49  | 10      |
|                                        | Massimo Moretuzzo                  | 139.018   | 28,37  | 1       | Pacto por la Autonomía     | 24.838                            | 6,29    | 4      |         |
|                                        | Massimo Moretuzzo                  | 139.018   | 28,37  | 1       | Movimiento 5 Estrellas     | 9.486                             | 2,40    | 1      |         |
|                                        | Massimo Moretuzzo                  | 139.018   | 28,37  | 1       | Alianza Verdes e Izquierda | 8.029                             | 2,03    | 1      |         |
|                                        | Massimo Moretuzzo                  | 139.018   | 28,37  | 1       | Open Sinistra FVG          | 5.957                             | 1,51    | 1      |         |
|                                        | Massimo Moretuzzo                  | 139.018   | 28,37  | 1       | Unión Eslovena             | 4.016                             | 1,02    | 1      |         |
| Total                                  | Total                              | 139.018   | 28,37  | 1       | 117.469                    | 29,74                             | 18      |        |         |
|                                        | Giorgia Tripoli                    | 22.840    | 4,66   | –       |                            | Juntos Libres                     | 15.712  | 3,98   | –       |
|                                        | Alessandro Maran                   | 13.374    | 2,73   | –       |                            | Acción - Italia Viva - Más Europa | 10.869  | 2,75   | –       |
|                                        |                                    |           |        |         |                            |                                   |         |        |         |
| Votos blancos y nulos                  | Votos blancos y nulos              | 12.019    | 2,39   |         |                            |                                   |         |        |         |
| Total candidatos                       | Total candidatos                   | 490.056   | 100,00 | 2       | Total partidos             | Total partidos                    | 394.957 | 100,00 | 46      |
| Votantes registrados/participación     | Votantes registrados/participación | 1.109.395 | 45,26  |         |                            |                                   |         |        |         |
| Fuente: Región de Friuli-Venecia Julia |                                    |           |        |         |                            |                                   |         |        |         |

| \| Voto popular \| Voto popular \| Voto popular \| Voto popular \| Voto popular \| \| ------------ \| ------------ \| ------------ \| ------------ \| ------------ \| \| \| \| \| \| \| \| Lega \| Lega \| \| 19.02 % \| 19.02 % \| \| FdI \| FdI \| \| 18.10 % \| 18.10 % \| \| FP \| FP \| \| 17.77 % \| 17.77 % \| \| PD \| PD \| \| 16.49 % \| 16.49 % \| \| FI \| FI \| \| 6.67 % \| 6.67 % \| \| PpA \| PpA \| \| 6.29 % \| 6.29 % \| \| IL \| IL \| \| 3.98 % \| 3.98 % \| \| A–IV–+E \| A–IV–+E \| \| 2.75 % \| 2.75 % \| \| M5S \| M5S \| \| 2.40 % \| 2.40 % \| \| AVS \| AVS \| \| 2.03 % \| 2.03 % \| \| AR \| AR \| \| 1.97 % \| 1.97 % \| \| O–SFVG \| O–SFVG \| \| 1.51 % \| 1.51 % \| \| SSk \| SSk \| \| 1.02 % \| 1.02 % \| |         |  |         |         |
| Voto popular |         |  |         |         |
| |         |  |         |         |
| Lega | Lega    |  | 19.02 % | 19.02 % |
| FdI | FdI     |  | 18.10 % | 18.10 % |
| FP | FP      |  | 17.77 % | 17.77 % |
| PD | PD      |  | 16.49 % | 16.49 % |
| FI | FI      |  | 6.67 %  | 6.67 %  |
| PpA | PpA     |  | 6.29 %  | 6.29 %  |
| IL | IL      |  | 3.98 %  | 3.98 %  |
| A–IV–+E | A–IV–+E |  | 2.75 %  | 2.75 %  |
| M5S | M5S     |  | 2.40 %  | 2.40 %  |
| AVS | AVS     |  | 2.03 %  | 2.03 %  |
| AR | AR      |  | 1.97 %  | 1.97 %  |
| O–SFVG | O–SFVG  |  | 1.51 %  | 1.51 %  |
| SSk | SSk     |  | 1.02 %  | 1.02 %  |

| \| Presidente \| Presidente \| Presidente \| Presidente \| Presidente \| \| ---------- \| ---------- \| ---------- \| ---------- \| ---------- \| \| \| \| \| \| \| \| Fedriga \| Fedriga \| \| 64.24 % \| 64.24 % \| \| Moretuzzo \| Moretuzzo \| \| 28.37 % \| 28.37 % \| \| Tripoli \| Tripoli \| \| 4.66 % \| 4.66 % \| \| Maran \| Maran \| \| 2.73 % \| 2.73 % \| |           |  |         |         |
| Presidente |           |  |         |         |
| |           |  |         |         |
| Fedriga | Fedriga   |  | 64.24 % | 64.24 % |
| Moretuzzo | Moretuzzo |  | 28.37 % | 28.37 % |
| Tripoli | Tripoli   |  | 4.66 %  | 4.66 %  |
| Maran | Maran     |  | 2.73 %  | 2.73 %  |

### Resultados por circunscripción

Candidato a presidente más votado por comune

| Circunscripción | Massimiliano Fedriga | Massimo Moretuzzo | Giorgia Tripoli | Alessandro Maran |            |
| --------------- | -------------------- | ----------------- | --------------- | ---------------- | ---------- |
| Circunscripción | Trieste              | 47 200 55,99%     | 30 341 35,99%   | 4638 5,50%       | 2124 2,52% |
| Gorizia         | 30 109 57,70%        | 18 035 34,57%     | 2416 4,63%      | 1613 3,09%       |            |
| Udine           | 128 021 65,50%       | 53 165 27,10%     | 9534 4,87%      | 5037 2,57%       |            |
| Tolmezzo        | 24 136 71,70%        | 7524 22,43%       | 1194 3,55%      | 758 2,25%        |            |
| Pordenone       | 85 358 68,70%        | 29 935 24,10%     | 5058 4,07%      | 3842 3,09%       |            |
|                 |                      |                   |                 |                  |            |
| Total           | 314 824 64,24%       | 139 018 28,37%    | 22 840 4,66%    | 13 374 2,73%     |            |

### Participación
| Región               | Hora      | Hora      | Hora      | Hora    |
| Región               | Domingo 2 | Domingo 2 | Domingo 2 | Lunes 3 |
| Región               | 12:00     | 19:00     | 23:00     | 15:00   |
| -------------------- | --------- | --------- | --------- | ------- |
| Friuli-Venecia Julia | 11,36%    | 29,28%    | 35,20%    | 45,27%  |
| Circunscripción      | Hora      | Hora      | Hora      | Hora    |
| Circunscripción      | Domingo 2 | Domingo 2 | Domingo 2 | Lunes 3 |
| Circunscripción      | 12:00     | 19:00     | 23:00     | 15:00   |
| Trieste              | 10,61%    | 25,70%    | 30,41%    | 40,63%  |
| Gorizia              | 11,31%    | 29,13%    | 34,34%    | 45,49%  |
| Udine                | 12,31%    | 31,69%    | 38,23%    | 48,82%  |
| Tolmezzo             | 10,68%    | 27,61%    | 33,02%    | 43,03%  |
| Pordenone            | 10,75%    | 29,01%    | 35,37%    | 44,15%  |
| Fuente:              |           |           |           |         |

### Consejeros electos
| Circunscripción                   | Partido | Partido | Consejero            | Votos |
| --------------------------------- | ------- | ------- | -------------------- | ----- |
| Friuli-Venecia Julia (en general) |         | Lega    | Massimiliano Fedriga | —     |
| Friuli-Venecia Julia (en general) |         | PpA     | Massimo Moretuzzo    | —     |
| Trieste                           |         | PD      | Francesco Russo      | 3.246 |
| Trieste                           |         | PD      | Roberto Cosolini     | 1.676 |
| Trieste                           |         | FdI     | Claudio Giacomelli   | 1.887 |
| Trieste                           |         | FdI     | Fabio Scoccimarro    | 984   |
| Trieste                           |         | FP      | Carlo Grilli         | 1.141 |
| Trieste                           |         | Lega    | Pino Ghersinich      | 589   |
| Trieste                           |         | FI      | Michele Lobianco     | 1.685 |
| Trieste                           |         | PpA     | Giulia Massolino     | 1.212 |
| Trieste                           |         | SSk     | Marko Pisani         | 986   |
| Gorizia                           |         | PD      | Diego Moretti        | 1.233 |
| Gorizia                           |         | PD      | Laura Fasiolo        | 1.106 |
| Gorizia                           |         | FP      | Diego Bernardis      | 830   |
| Gorizia                           |         | Lega    | Antonio Calligaris   | 942   |
| Gorizia                           |         | PpA     | Enrico Bullian       | 2.488 |

| Circunscripción | Partido | Partido | Consejero                        | Votos     |
| --------------- | ------- | ------- | -------------------------------- | --------- |
| Udine           |         | Lega    | Mauro Bordin                     | 2.137     |
| Udine           |         | Lega    | Barbara Zilli Maddalena Spagnolo | 1.683 871 |
| Udine           |         | Lega    | Alberto Budai                    | 1.207     |
| Udine           |         | Lega    | Elia Miani                       | 947       |
| Udine           |         | FdI     | Mario Anzil                      | 2.555     |
| Udine           |         | FdI     | Stefano Balloch                  | 1.851     |
| Udine           |         | FdI     | Igor Treleani                    | 1.585     |
| Udine           |         | FP      | Mauro Di Bert                    | 3.085     |
| Udine           |         | FP      | Moreno Lirutti                   | 2.251     |
| Udine           |         | FP      | Edy Morandini                    | 1.973     |
| Udine           |         | PD      | Francesco Martines               | 3.397     |
| Udine           |         | PD      | Massimiliano Pozzo               | 1.835     |
| Udine           |         | PD      | Manuela Celotti                  | 1.750     |
| Udine           |         | FI      | Roberto Novelli                  | 1.675     |
| Udine           |         | PpA     | Simona Liguori                   | 1.917     |
| Udine           |         | AVS     | Serena Pellegrino                | 394       |
| Udine           |         | M5S     | Maria Rosaria Capozzi            | 130       |

| Circunscripción | Partido | Partido | Consejero         | Votos |
| --------------- | ------- | ------- | ----------------- | ----- |
| Tolmezzo        |         | Lega    | Barbara Zilli     | 2.864 |
| Tolmezzo        |         | FP      | Stefano Mazzolini | 3.319 |
| Tolmezzo        |         | PD      | Massimo Mentil    | 1.009 |
| Pordenone       |         | FdI     | Markus Maurmair   | 2.683 |
| Pordenone       |         | FdI     | Alessandro Basso  | 2.454 |
| Pordenone       |         | FdI     | Cristina Amirante | 1.772 |
| Pordenone       |         | FP      | Simone Polesello  | 1.739 |
| Pordenone       |         | FP      | Carlo Bolzonello  | 1.080 |
| Pordenone       |         | Lega    | Stefano Zannier   | 2.060 |
| Pordenone       |         | Lega    | Lucia Buna        | 1.041 |
| Pordenone       |         | PD      | Andrea Conficoni  | 2.788 |
| Pordenone       |         | PD      | Andrea Carli      | 2.786 |
| Pordenone       |         | FI      | Andrea Cabibbo    | 1.030 |
| Pordenone       |         | PpA     | Marco Putto       | 1.543 |
| Pordenone       |         | O–SFVG  | Furio Honsell     | 413   |

1. ↑  Como Presidente de la Región.
2. ↑  Como segundo candidato más votado a la Presidencia de la Región.
3. ↑  Barbara Zilli, elegida también en el distrito de Tolmezzo, optó por esta última opción. En su lugar entró al Consejo Regional Maddalena Spagnolo, con 871 preferencias.